# Allocasuarina torulosa
Espèce
Classification phylogénétique

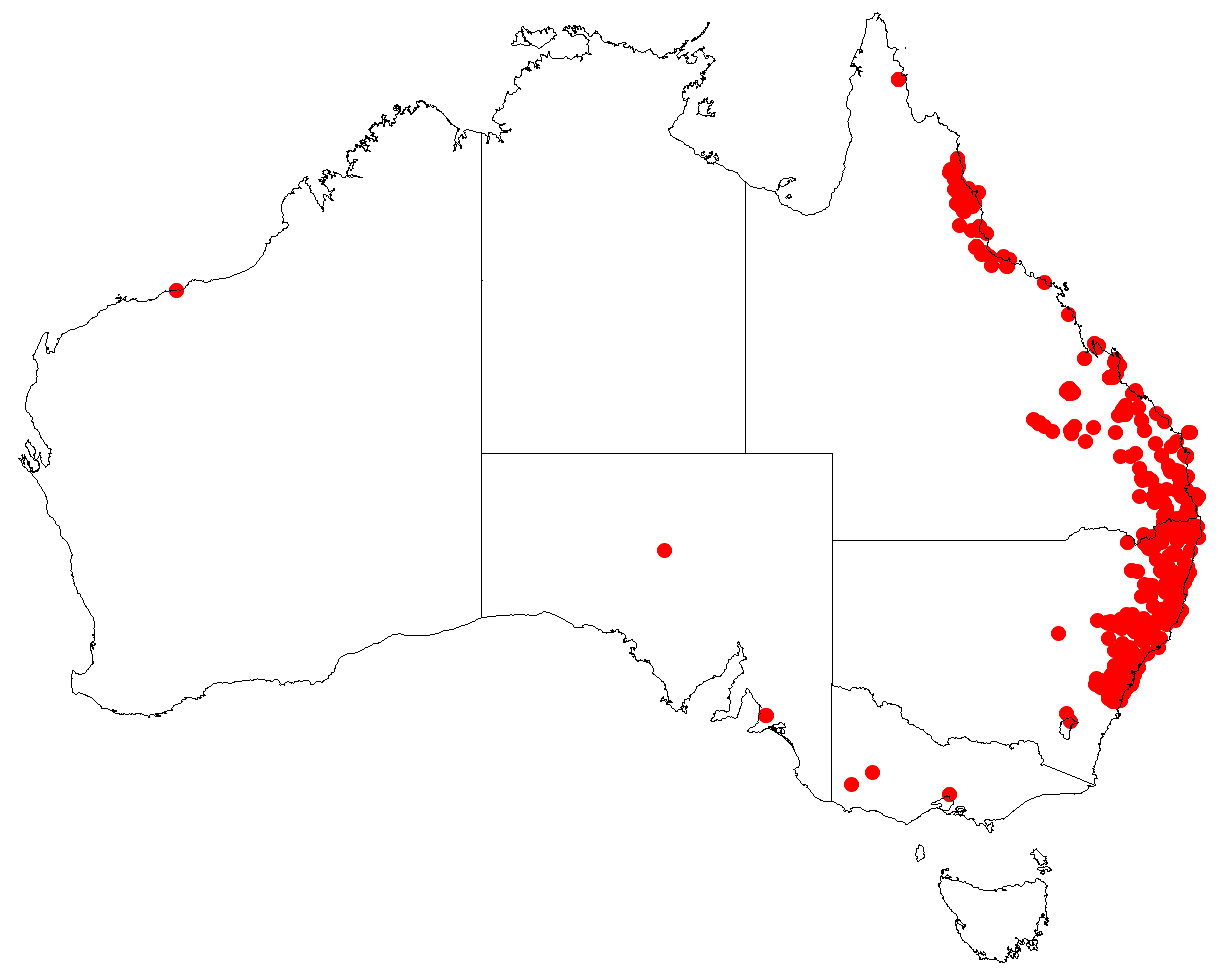
Distribution.

Allocasuarina torulosa, appelé communément pseudofilao tuberculeux, est une espèce de plantes à fleurs du genre Allocasuarina et de la famille des Casuarinaceae. Initialement décrit comme Casuarina torulosa par William Aiton, il est classé dans son genre actuel en 1982 par le botaniste australien Lawrence Alexander Sidney Johnson.

## Description
Allocasuarina torulosa est un arbre à feuilles persistantes qui peut atteindre des tailles de croissance de 5 à 25 mètres. L'écorce de tronc rugueuse et liégeuse est de couleur grise à brun foncé.
Les branches pendantes mesurent jusqu'à 14 centimètres de longueur et sont constituées de segments cylindriques de 5 à 6 millimètres de long et de 0.4 à 0,5 mm d'épaisseur dans les jeunes branches. Dans les sillons, les branches ont un poil,. Les branches prennent la fonction des feuilles et s'appellent également phylloclades. On trouve sur chaque segment des branches quatre à cinq feuilles réduites, ressemblant à des dents ou légèrement arrondies, de 0.3 à 0,8 mm de long,.
Allocasuarina torulosa est habituellement dioïque. Pendant la floraison, qui s'étend de l'automne à l'hiver, les arbres mâles apparaissent jaunes en raison du pollen abondant. Les inflorescences mâles sont en forme de pointes d'une longueur de 0,5 à 3 cm et ont sept à douze tours par cm. Les étamines ont une longueur de 0.5 à 0,6 mm. Les arbres femelles forment des fruits ressemblant à des piquets qui reposent sur une tige de 0,8 à 3 cm de long et sont arrondis, de forme cylindrique à en forme de tonneau avec une longueur de 1.5 à 4 cm et une épaisseur de 1.2 à 2,5 cm. Sa surface verruqueuse peut être densément poilue. Les graines sont brunes et ont une longueur de 0.7 à 1 cm,.
Le nombre de chromosomes est 2n = 24.

## Répartition
L'aire de répartition naturelle de Allocasuarina torulosa se situe dans l'est de l'Australie. Elle s'étend des monts McIlwraith au nord du Queensland au sud jusqu'aux Jenolan Caves en Nouvelle-Galles du Sud. Allocasuarina torulosa s'étend de la côte à environ 200 kilomètres à l'intérieur des terres.
Allocasuarina torulosa pousse dans les zones côtières sur les collines et les plaines, principalement comme sous-bois dans les forêts ouvertes. Il se produit sur une variété de types de sol différents, mais il préfère les sols riches en nutriments comme Allocasuarina littoralis,.

## Utilisation
Allocasuarina torulosa doit à sa faible sensibilité aux agents pathogènes et à sa résistance à la sécheresse d'être utilisé en tant qu'arbre d'ornement. Pendant la colonisation de l'Australie, le bois est utilisé pour fabriquer des bardeaux.
Le bois est rose rougeâtre à brun. Il est apprécié par les menuisiers et les tourneurs sur bois comme un bois rare et exotique, souvent utilisé dans les tournages de bois, les manches de couteau et d'autres articles spécialisés.

## Source de la traduction
- (de) Cet article est partiellement ou en totalité issu de l’article de Wikipédia en allemand intitulé « Allocasuarina torulosa » (voir la liste des auteurs).